# Genbun itchi
Genbun itchi (ou genbun icchi, japonais : 言文一致, littéralement « unification de la langue parlée et écrite ») est un mouvement japonais initié au XIXe siècle et qui a abouti au début du XXe siècle, visant à remplacer le japonais classique, la norme écrite de la langue japonaise à l'époque, et le chinois classique, par le japonais vernaculaire comme langue de l'écrit.

## Historique
Au début de la période Meiji, une grande partie des textes au Japon était rédigée en chinois classique, appelé kanbun, ou dans la forme plus ancienne de la langue japonaise appelée japonais classique. Le japonais classique a commencé à être écrit pendant la période Heian, époque à laquelle il ressemblait beaucoup au japonais parlé. Il est ensuite devenu la norme écrite de la langue japonaise, même si la langue parlée a continué à évoluer et était déjà très différente à l'époque d'Edo.
Au début du XIXe siècle, certains auteurs commencent à écrire en japonais vernaculaire pour toucher un public plus large incapable de comprendre le japonais classique. La première proposition formelle pour réformer la langue écrite fut une pétition lancée par Maejima Hisoka en 1866. Après la restauration Meiji, un mouvement commença à éliminer progressivement le kanbun et le japonais classique des écrits afin d'améliorer l'éducation et l'alphabétisation. Le nom du mouvement, genbun icchi, fut inventé par Kanda Takahira en 1885.
Le roman de Futabatei Shimei de 1887, Ukigumo, fut l'un des premiers romans à être écrit en japonais vernaculaire plutôt qu'en classique. Il a dit avoir été inspiré par Tsubouchi Shōyō et s'être référé aux œuvres écrites et orales du théâtre rakugo de San'yūtei Enchō. Le style de ses traductions d’œuvres russes comme celle du dramaturge Tourgueniev était aussi une tentative de s'écarter du langage littéraire japonais de l'époque. Outre Futabatei, de nombreux autres écrivains de l'époque ont cherché à créer un nouveau style d'écriture qui soit cohérent avec la langue écrite. Parmi eux, Yamada Bimyō tenta le style de politesse orale "desu", ce qui eut une influence sur les générations suivantes, bien qu'il ne soit pas devenu un courant dominant de la langue romanesque. Un peu plus tardivement, Ozaki Kōyō développera un style dit "de aru" dans Tajōtakon et Ninin Nyōbō notamment. La tentative de Wakamatsu Yasuko d'utiliser le style "arimasen katta" dans sa traduction du Petit Prince a également attiré l'attention à l'époque, sans inspirer de successeur.
La classe intellectuelle est cependant divisée, certains affirmant que la grammaire et le vocabulaire du japonais parlé étaient trop rudimentaires pour être utilisés dans la littérature. Le mouvement s'éteint entre 1890 et 1895, période durant laquelle aucune œuvre n'est écrite en japonais vernaculaire.
De tels défis aux nouveaux styles d'écriture n'ont pas seulement été lancés par des écrivains dans le domaine de la littérature, mais aussi, en parallèle, dans les journaux et les magazines de l'époque. Les reportages des journalistes militaires en particulier, sur le front de guerre, et les comptes rendus sténographiques des audiences des tribunaux s'efforçaient activement d'adopter un nouveau style d'écriture conforme à la langue orale de l'époque. A la fin de l'ère Meiji, ces styles se sont progressivement imposés comme langue écrite. Le mouvement en faveur de la littérature naturaliste a également joué un rôle dans leurs diffusions.
Le mouvement est revitalisé plusieurs années plus tard par Natsume Sōseki et le développement d'un nouveau style littéraire gembun itchi. En 1900, le gouvernement japonais nomma Maejima Hisoka président du comité Genbun Itchi chargé d'étudier la question, comité qui recommanda d'augmenter l'utilisation du japonais vernaculaire. En 1908, les romans n'utilisaient plus le japonais classique ou le kanbun, et dans les années 1920, il en était de même pour tous les journaux. À la fin de la période Taishō, le mouvement d'unification de l'écriture est considéré comme achevé et est rebaptisé "style familier" (口語体, kōgotai). Cependant, à l'approche de la guerre, le style littéraire est temporairement réapparu en grand nombre, par exemple sous la forme des "annonces du quartier général impérial" (1937 - 1945). Les documents gouvernementaux sont restés en japonais classique jusqu'en 1946.